# Malaoxon
Malaoxon ist eine chemische Verbindung aus der Gruppe der Thiophosphorsäureester. Es ist ein Abbauprodukt des Dithiophosphorsäureesters Malathion.

## Entstehung
Malaoxon entsteht durch oxidative Desulfurierung von Malathion. Dies kann durch mischfunktionelle Oxygenasen (beispielsweise Cytochrom P450) in Säugetieren und Insekten, Peroxidasen in Pflanzen, oder photooxidativ durch Sonnenlicht geschehen.

## Toxikologie
Wie bei allen Phosphorsäureestern beruht die Wirkung Malaoxon auf der irreversiblen Hemmung des Enzyms Acetylcholinesterase. Dies bewirkt, dass die Reizweiterleitung des zentralen Nervensystems beeinträchtigt wird, was zu Lähmung, Atemstillstand und zuletzt zum Tod führen kann.
Die Wirkung von Malathion und Malaoxon ist sehr stark vom Organismus abhängig. Diese Selektivität beruht auf der unterschiedlichen Enzymausstattung von Säugetieren und Insekten. Während in ersteren Malathion nur sehr langsam in das toxischere Malaoxon umgewandelt wird, geschieht dies in Insekten wesentlich schneller. Die Entgiftung des Malaoxons kann in Säugetieren wiederum sehr schnell, in Insekten jedoch nur sehr langsam erfolgen. Dies reicht für eine insektizide Wirkung aus, während Malathion für Säugetiere vergleichsweise weniger toxisch ist.